# American Water Works
American Water Works Company, Inc. eller American Water (NYSE: AWK) er et amerikansk vandforsyningsselskab, der er baseret i Camden, New Jersey.
De udbyder drikkevand og spildevandsservices til ca. 1.700 lokalsamfund i 14 delstater, og der ved når de ud til 14 mio. mennesker. De har 3,4 mio. kunder.
Virksomheden blev etableret i 1886 som American Water Works & Guarantee Company.